# The Break-Up Club
The Break-Up Club ist eine niederländisch-belgische Liebeskomödie von Jonathan Elbers aus dem Jahr 2024.

## Handlung
Der Jungunternehmer Dylan betreibt zusammen mit seinem besten Freund Mick das erfolgreiche Start-up „The Break-Up Club“. Mit diesem Geschäft helfen sie ihren Kunden, ihre romantischen Beziehungen ohne Konflikte und Dramen zu beenden.
Die beiden Freunde sind dabei so erfolgreich, dass sie die Aufmerksamkeit der Kolumnistin Zoë auf sich ziehen. Sie beschließt, Nachforschungen anzustellen und das Unternehmen zu untersuchen. Schließlich gelingt es ihr, Dylan und Mick für ein paar Tage zu begleiten. Nicht wissend, dass Dylan von ihrem Partner angeheuert wurde, um ihre Beziehung zu beenden.

## Produktion und Veröffentlichung
Regie führte Jonathan Elbers, produziert wurde der Film von Marcel de Block und Tom de Mol. Das Drehbuch wurde von Gerben Hetebrij geschrieben. Der Film wurde im Januar 2023 angekündigt; im selben Monat begannen auch die Dreharbeiten. In den Hauptrollen sind unter anderem Juvat Westendorp, Holly Mae Brood, Sarah Bannier und Oscar Aerts zu sehen.
Am 1. Mai 2024 wurden die ersten Bilder in Form eines Teaser-Trailers veröffentlicht. Der erste vollständige Trailer folgte im Juli 2024. Die Premiere von The Break-Up Club fand am 9. September 2024 statt. Drei Tage später, am 12. September 2024, wurde der Film von Dutch FilmWorks in die niederländischen Kinos gebracht. Die deutschsprachige Free-TV-Premiere des Films fand am 30. Juni 2025 im ZDF statt.